# John Exshaw
John Exshaw (1751 - 6 janvier 1827) est un homme politique irlandais.

## Biographie
Il est Lord-mayor de Dublin de 1789 à 1790, puis en 1800.

## Sources
- (de) Cet article est partiellement ou en totalité issu de l’article de Wikipédia en allemand intitulé « John Exshaw » (voir la liste des auteurs).
- John Warburton, James Whitelaw, Robert Walsh, History of the City of Dublin: From the Earliest Accounts to the Present Time : Containing Its Annals ... to which are Added, Biographical Notices of Eminent Men ... ; in Two Volumes, Illustrated with Numerous Plates, Plans, and Maps, Volume 2, 1818